# Gmina Barlinek
Die Gmina Barlinek [bar'ljinɛk] ist eine Stadt-und-Land-Gemeinde im Powiat Myśliborski der Woiwodschaft Westpommern in Polen. Ihr Sitz ist die gleichnamige Stadt (deutsch Berlinchen) mit etwa 13.750 Einwohnern.

## Geographie

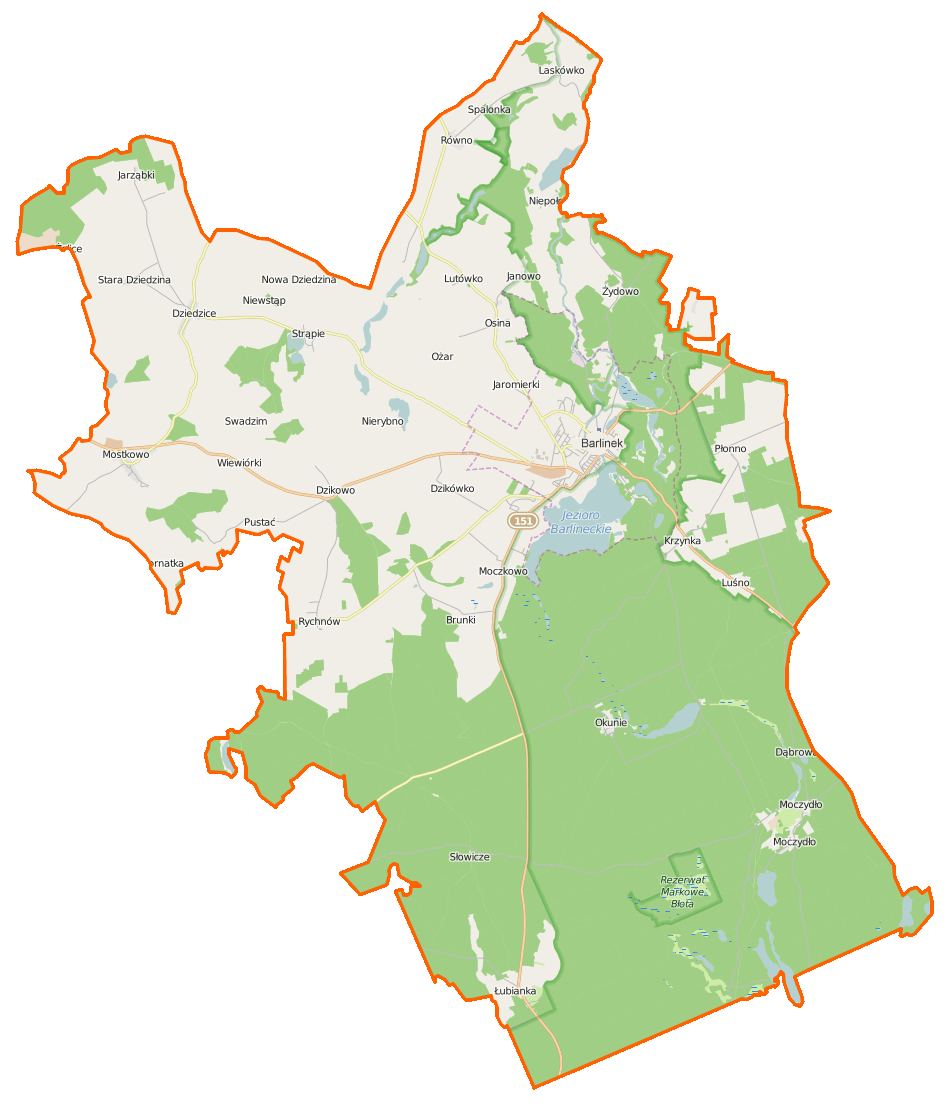
Karte der Gemeinde

Die Gemeinde liegt im Süden der Woiwodschaft und grenzt an die Woiwodschaft Lebus. Die Kreisstadt Myślibórz (Soldin) liegt etwa zehn Kilometer westlich, Stettin etwa 50 Kilometer nordwestlich. Nachbargemeinden sind im Nowogródek Pomorski sowie Myślibórz im Westen, Lipiany im Nordwesten, Przelewice im Norden, Dolice im Nordosten, Pełczyce im Osten und in der Woiwodschaft Lebus Strzelce Krajeńskie im Südosten sowie Kłodawa im Süden.
Die Gemeinde hat eine Fläche von 258,8 km², von der 40 Prozent land- und 50 Prozent forstwirtschaftlich genutzt werden. Die Landschaft gehört zur Neumark. Ein Fließgewässer ist die Płonia (Plöne). Neben kleineren Seen im gesamten Gemeindegebiet gibt es südlich der Stadt den etwa  250 Hektar großen Jezioro Barlineckie (Berlinchener See). 

## Geschichte
Die Landgemeinde Barlinek wurde 1973 aus Gromadas wieder gebildet. Stadt- und Landgemeinde wurden 1990/1991 zur Stadt-und-Land-Gemeinde zusammengelegt. Ihr Gebiet kam 1975 von der Woiwodschaft Stettin zur Woiwodschaft Gorzów, der Powiat wurde aufgelöst. Zum 1. Januar 1999 kam die Gemeinde zur Woiwodschaft Westpommern und wieder zum Powiat Myśliborski.

## Partnerschaften
Von 2001 bis 2019 gab es eine dreiseitige partnerschaftliche Zusammenarbeit mit den Gemeinden Schneverdingen und Eksjö in Schweden, die der gegenseitigen Unterstützung im europäischen Integrationsprozess diente. Gemeindepartnerschaften bestehen mit:
- Courrières, Frankreich
- Gryfino, Polen
- Prenzlau, Brandenburg
- Schneverdingen, Niedersachsen

## Gliederung
Zur Stadt-und-Land-Gemeinde (gmina miejsko-wiejska) Barlinek gehören neben der namensgebenden Stadt 20 Dörfer (deutsche Namen, amtlich bis 1945) mit einem Schulzenamt (solectwo):
- Dziedzice (Deetz)
- Dzikowo (Dieckow)
- Dzikówko (Neu Dieckow)
- Jarząbki (Steinwehrsruh)
- Krzynka (Kriningswerder)
- Łubianka (Breitebruch)
- Lutówko (Albertinenburg)
- Moczkowo (Tobelhof)
- Moczydło (Mückeburg)
- Mostkowo (Chursdorf)
- Okunie (Wuckensee)
- Osina (Espenbusch)
- Ożar (Berlinchener Feld)
- Płonno (Klausdorf)
- Równo (Ruwen)
- Rychnów (Richnow)
- Stara Dziedzina (Alt Deetz)
- Strąpie (Trampe)
- Swadzim (Swadzim)
- Żydowo (Siede)

Den Dörfern und Schulzenämtern sind die Siedlungen Słonki und Wilcze sowie die Weiler Błonie (Stadtheide), Brunki, Brynka, Janowo, Kryń, Laskówko, Lutówko, Niepołcko, Nowa Dziedzina, Okno, Rówienko, Strąpie, Sucha und Więcław zugeordnet.

## Verkehr
Die Woiwodschaftsstraße DW151 führt in die 25 Kilometer südlich gelegene Stadt Gorzów Wielkopolski (Landsberg an der Warthe) bzw. über Choszczno nach Świdwin (Schivelbein) im Nordosten. Die kreuzende DW156 führt von Lipiany (Lippehne) im Nordwesten über Barlinek nach Strzelce Krajeńskie (Friedeberg Nm.) im Südosten.
Der nächste internationale Flughafen ist Posen (Poznań-Ławica).
An der Bahnstrecke Grzmiąca–Kostrzyn bestanden die Bahnhöfe Barlinek, Dzikowo Myśliborskie in Dzikowo und Mostkowo. Der Zugverkehr ist eingestellt.